# グリークラブアルバム CLASSIC
『グリークラブアルバム CLASSIC』（グリークラブアルバム クラシック）とは、合唱指揮者の広瀬康夫・伊東恵司・山脇卓也編によるグリークラブ（男声合唱団）愛唱曲の楽譜集。
1959年から1981年にかけて出版された、福永陽一郎・北村協一編による『グリークラブアルバム』3冊に収載されている合計121曲から選び抜かれた32曲を、1冊にまとめたものが本書で、2016年に出版された。

## 概要
『グリークラブアルバム』第1集が刊行された1959年当時は、男声合唱曲のレパートリーが現在より遥かに少なかったため、本書は男声合唱界にとってバイブルともいうべき曲集として愛唱され、その好評を受け、1978年に第2集、1981年に第3集が刊行された。
『グリークラブアルバム』はその後、何度か改訂されながら版を重ね、1950年台に数多く発行された男声合唱曲集の中で、現在も入手できる唯一の曲集となっているが、半世紀以上にもわたる歴史の中で、愛唱曲の定番として定着する曲がある一方、今ではほとんど歌われることのない曲もある状態になっている。
そのため、カワイ出版から『グリークラブアルバム』の見直しの要請を受けた合唱指揮者の広瀬康夫・伊東恵司・山脇卓也は、それぞれ薫陶を受けた、福永陽一郎・北村協一への恩返しの意味も込めて、既刊の3冊から真に定番と言える作品を選び抜いて1冊にまとめることが絶対に必要なことであると考えて32曲を編纂し、それが『グリークラブアルバム CLASSIC』として2016年に出版されることとなった。

## 収載曲
- Gaudeamus

ヨーロッパ学生歌
- Wiegenlied（子守歌）

作曲：F.シューベルト
作詞：M.クラウディウス
- Heilig

作曲：F.シューベルト
作詞：J.P.ノイマン
- Die Nacht

作曲：F.シューベルト
作詞：F.A.クルムマッヒャー
- Der Jager Abschied（狩人の別れ）

作曲：F.メンデルスゾーン
作詞：J.アイヒエンドルフ
- Heidenroslein（野ばら）

作曲：F.メンデルスゾーン
作詞：J.W.ゲーテ
- Standchen（小夜曲）

作曲：A.E.マルシュネル
作詞：O.L.B.ヴォルフ
- Freie Kunst（自由の歌）

作曲：J.H.シュトゥンツ
作詞：ウーラント
- いざ起て戦人よ

作曲：J.マクグラナハン
作詞：藤井泰一郎
- The Lord is my Shepherd

作曲：J.マクグラナハン
詩編第23編
- 希望の島

作曲：M.M.ジョーンズ
作詞：小松玉厳
編曲：D.B.タウナー
- Matona mia cara（いとしのマドンナ）

作曲：O.D.ラッソ
作詞者不明
編曲：福永陽一郎
- Finlandia hymni（フィンランディア）

作曲：J.シベリウス
作詞：V.A.コスケンニエミ
- U Boj !

作曲：I.pl.ザイツ
作詞：F.マルコヴィッチ
- Dixie

アメリカ民謡
編曲：福永陽一郎
- Deep River

黒人霊歌
編曲：H.T.バーレイ
- Set Down Servant

黒人霊歌
編曲：横山昭
- Rolling Home

シーシャンティ
編曲：北村協一
- この道

作曲：山田耕筰
作詞：北原白秋
編曲：福永陽一郎
- 赤とんぼ

作曲：山田耕筰
作詞：三木露風
編曲：福永陽一郎
- からたちの花

作曲：山田耕筰
作詞：北原白秋
編曲：林雄一郎
- 夕やけこやけ

作曲：草川 信
作詞：中村雨紅
編曲：福永陽一郎
- アカシアの径

作曲：多田武彦
作詞：鈴木 薫
- 柳河[注 4]

作曲：多田武彦
作詞：北原白秋
- 雨[注 5]

作曲：多田武彦
作詞：八木重吉
- そうらん節

北海道民謡
作曲：清水 脩
編曲：福永陽一郎
- 最上川舟唄

山形県民謡
作詞・編曲：清水 脩
- 斎太郎節

宮城県民謡
編曲：竹花秀昭
- 君といつまでも

作曲：弾 厚作
作詞：岩谷時子
編曲：小池義郎
- 上を向いて歩こう

作曲：中村八大
作詞：永 六輔
編曲：北村協一
- 夜のうた

作曲：佐々木伸尚
作詞：阪田寛夫
- 見上げてごらん夜の星を

作曲：いずみ たく
作詞：永 六輔
編曲：秦 実
- 遥かな友に

作曲・作詞：磯部 俶

## 書誌情報
グリークラブアルバム CLASSIC
編：広瀬康夫・伊東恵司・山脇卓也
出版社：全音楽譜出版社カワイ出版部（カワイ出版）
出版年月日：2016年8月1日（ISBN 978-4-7609-2741-8）